# 255. Infanterie-Division (Deutsches Kaiserreich)
Die 255. Infanterie-Division war ein Großverband der Preußischen Armee im Ersten Weltkrieg.

## Geschichte
Die Division wurde am 11. Januar 1917 zusammengestellt und ausschließlich an der Westfront eingesetzt. Nach Kriegsende marschierte sie in die Heimat zurück, wo der Verband im Januar 1919 zunächst demobilisiert und schließlich aufgelöst wurde.

### Gefechtskalender

#### 1917
- ab 1. Februar – Stellungskämpfe in Lothringen

#### 1918
- bis 9. Januar – Stellungskämpfe in Lothringen
- 10. Januar bis 4. Februar – Stellungskämpfe in Lothringen und in den Vogesen
- 04. Februar bis 11. September – Stellungskämpfe in Lothringen
- 12. bis 14. September – Ausweichkämpfe im Mihiel-Bogen
- 15. September bis 10. Oktober – Stellungskämpfe in der Woëvre-Ebene und westlich der Mosel
- 11. Oktober bis 11. November – Stellungskämpfe auf den Höhen westlich der Mosel
- ab 12. November – Rückmarsch durch Lothringen, die Rheinprovinz und die Pfalz während des Waffenstillstandes

#### 1919
- bis 4. Januar – Rückmarsch durch Lothringen, die Rheinprovinz und die Pfalz während des Waffenstillstandes

### Kriegsgliederung vom 8. Februar 1918
- 82. Landwehr-Infanterie-Brigade
  - Landwehr-Infanterie-Regiment Nr. 68
  - Landwehr-Infanterie-Regiment Nr. 94
  - Landwehr-Infanterie-Regiment Nr. 153
  - 4. Eskadron/Husaren-Regiment „König Wilhelm I.“ (1. Rheinisches) Nr. 7
- Artillerie-Kommandeur Nr. 255
  - Feldartillerie-Regiment Nr. 301
- Pionier-Bataillon Nr. 255
- Divisions-Nachrichten-Kommandeur Nr. 255

## Kommandeure
| Dienstgrad        | Name          | Datum                             |
| ----------------- | ------------- | --------------------------------- |
| Generalmajor z.D. | Albert Müller | 11. Januar 1917 bis 2. Juli 1918  |
| Generalmajor      | Max Jung      | 03. Juli 1918 bis 2. Februar 1919 |

## Varia
Katholischer Felddivisionspfarrer war Johannes Schulz (1884–1942), ein deutscher Priester der Diözese Trier, ausgezeichnet mit dem Eisernen Kreuz II. Klasse, der später wegen seiner Gegnerschaft zum Nationalsozialismus im KZ Dachau den Hungertod starb.